# Powiat de Gryfino
Le powiat de Gryfino (en polonais : powiat gryfiński) est un powiat appartenant à la voïvodie de Poméranie occidentale, en Pologne.

## Division administrative

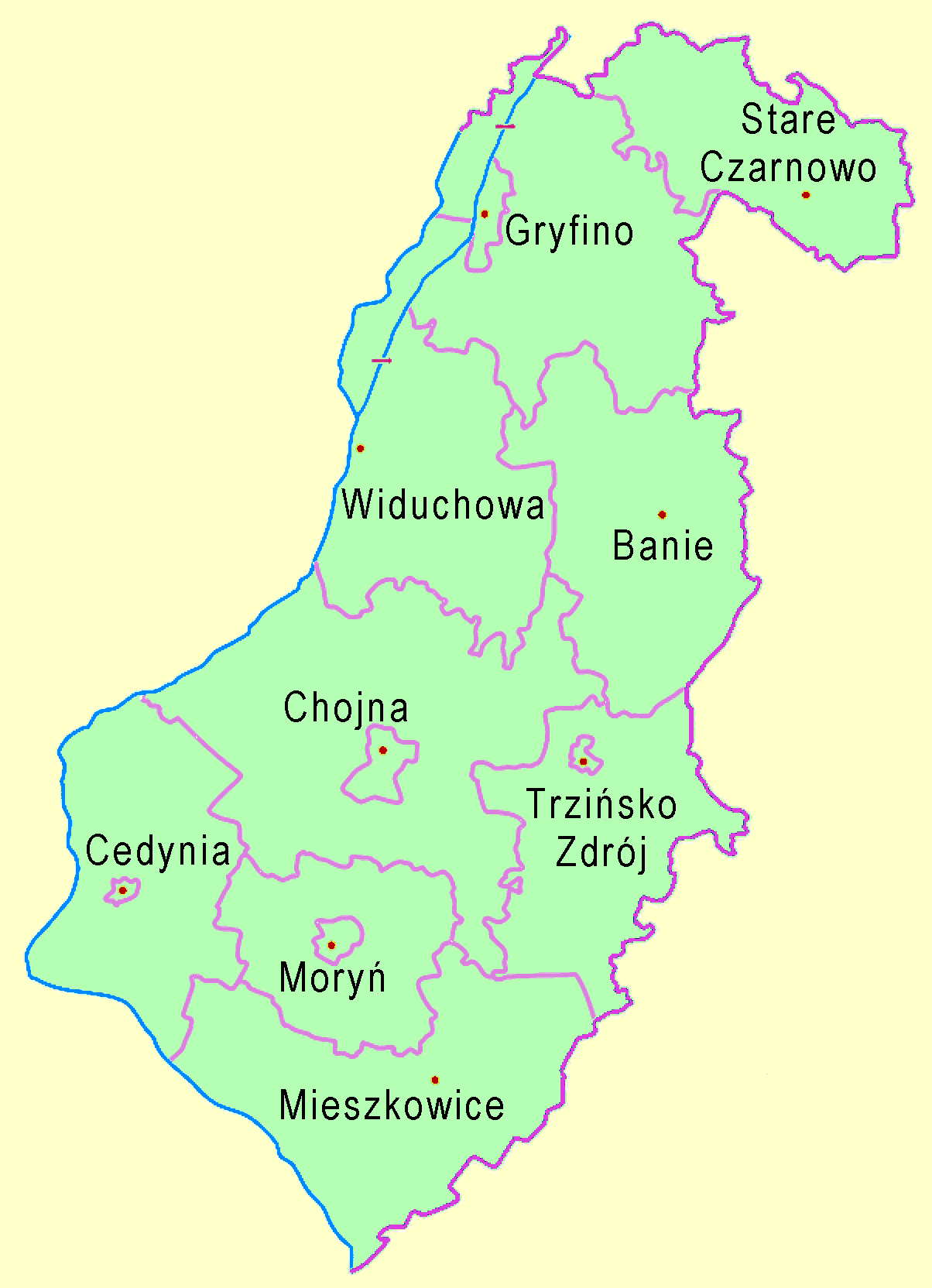
Carte du powiat

Le powiat de Gryfino comprend 9 communes :
- 6 communes urbaines-rurales : Cedynia, Chojna, Gryfino, Mieszkowice, Moryń et Trzcińsko-Zdrój ;
- 3 communes rurales : Banie, Stare Czarnowo et Widuchowa.